# Leonard Zagórski
Leonard, właściwie Leonard Zagórski (ur. 1921, zm. 1993) – polski pisarz, autor powieści sensacyjnych z intrygą międzynarodową, nazywany polskim Frederickiem Forsythem. Wydane pod koniec PRL, wszystkie jego thrillery stały się bestsellerami.
Brał udział w kampanii wrześniowej, następnie walczył we Francji. Zajmował się zawodowo morskim handlem zagranicznym (m.in. napisał trzy monografie naukowe wydane przez Instytut Morski). Powieści zaczął pisać w wieku 65 lat, po przejściu na emeryturę. Napisał cztery książki; piątej, pt. Ekscelencja, nie zdążył ukończyć przed śmiercią.
Mieszkał w Gdyni. Pochowany został w Pogódkach.

## Twórczość
- Inkarnacja, 1986
- Upiór, 1986
- Matnia, 1988
- Facet, 1990